# NGC 253
NGC 253 —también conocida cómo la Galaxia de la moneda de plata— es una galaxia espiral barrada descubierta en 1783 por Caroline Herschel situada en la constelación de Sculptor, a 12,9 millones de años luz (3,94 megapársecs) de la Vía Láctea, lo que la sitúa entre las galaxias más cercanas al Grupo Local. Es también una de las galaxias aparentemente más grandes y brillantes aparentemente (con una magnitud aparente de 7,1 y unas dimensiones aparentes de 27,5'*6,8')

## Propiedades físicas
En términos absolutos es considerada por algunos autores cómo la tercera galaxia intrínsecamente más brillante en un radio de 10 megaparsecs alrededor de la nuestra, sólo superada por Andrómeda y la Galaxia del Sombrero (e incluso podría ser la segunda en brillo, sólo superada por esta última).
Visualmente recuerda un tanto a la mencionada Andrómeda, viéndose casi de canto, y además sus brazos espirales están cargados de polvo interestelar, lo que dificulta su estudio al menos mientras no se utilicen longitudes de onda distintas a la luz visible. 
Gracias a estudios realizados en tales longitudes de onda se sabe que tras la galaxia IC 10 es la galaxia con brote estelar más cercana a la Vía Láctea, y además la más brillante (aparentemente) de este tipo; estudios realizados con ondas de radio e infrarrojos han mostrado respectivamente una gran acumulación de hidrógeno molecular en su centro, dónde al igual que en otras galaxias espirales barradas también está presente una "barra nuclear" más pequeña que la barra genuina de la galaxia, y sobre todo una elevada tasa de formación estelar y de supernovas en esa zona; con la ayuda del Telescopio Espacial Hubble también han podido ser identificados en la región central lo que parecen ser varios super cúmulos estelares, uno de ellos según una investigación reciente con una masa de alrededor de catorce millones de masas solares y abundante en estrellas Wolf-Rayet. Hay también una tasa de formación estelar relativamente elevada en el resto de la galaxia, sobre todo en su lado noreste donde existe una abundante población de estrellas supergigantes rojas.
La elevada formación estelar existente en esta galaxia, sobre todo en su centro, ha provocado también un potente viento estelar que sale de allí en dos conos de direcciones paralelas al disco de NGC 253 y que ha sido estudiado con el telescopio de rayos X Chandra, así cómo eyecciones de material al halo galáctico; todo ello ha hecho que esta galaxia sea considerada en muchos aspectos cómo una versión grande de la galaxia M82.
Las últimas investigaciones sugieren que tanto el brote estelar central cómo la elevada actividad de formación estelar que está teniendo lugar en el resto de NGC 253 pueden haber sido causados por la colisión y absorción de una galaxia menor -quizás rica en gas- hace alrededor de 200 millones de años, la cual también perturbó el disco galáctico provocando la presencia de estrellas relativamente jóvenes lejos del plano galáctico.

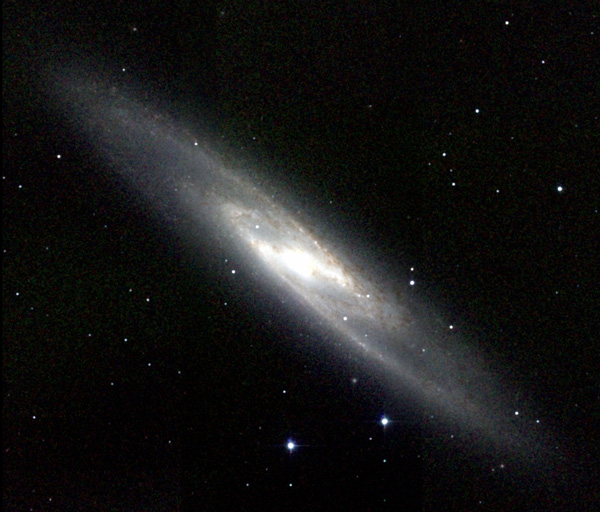
NGC 253 en el infrarrojo cercano, mostrando su barra central y sus brazos espirales. Imagen del 2MASS.

## En el grupo de galaxias de Sculptor
NGC 253 es también el miembro más brillante del "Grupo de Galaxias de Sculptor", el cúmulo de galaxias más cercano al Grupo Local, y que incluye otras galaxias espirales cómo NGC 55, NGC 247 (con la cual se ha pensado que pudo también haber interaccionado), o NGC 300. Cómo nota curiosa, este grupo de galaxias se halla en la región del Polo Sur Galáctico, por lo que bastantes representaciones artísticas del aspecto de nuestra galaxia desde fuera de ella muestran cómo se "nos" vería desde allí.

## Observación
Si bien NGC 253 es invisible a simple vista, puede ser localizada fácilmente con prismáticos desde un cielo razonablemente oscuro incluso desde latitudes medias del Hemisferio Norte, apareciendo cómo una mancha difusa extendida en sentido NE-SO. Mediante un telescopio de cierto tamaño es posible apreciar en ella algunas estructuras e irregularidades.

## Trivia
En el episodio "Inostranka" de la serie de televisión "The Event", se devela el misterio del origen extraterrestre de Sophia y su gente: la galaxia NGC 253.